# Deportare

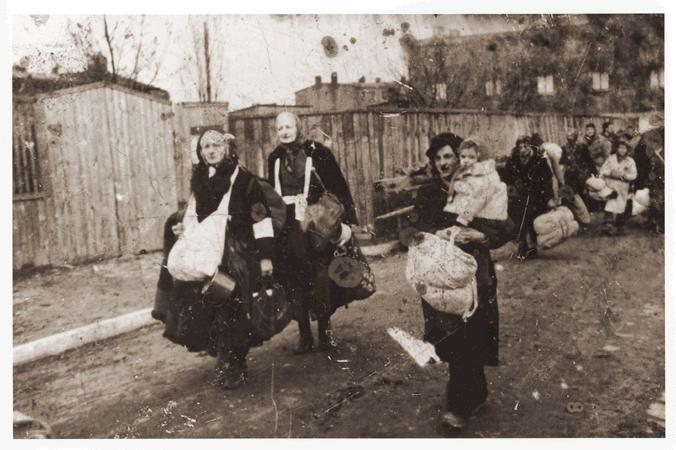
Coloană de persoane deportate (Evrei din Łódź, Polonia, spre lagărele naziste).

Deportarea (din franceză déporter, latină deportare, în traducere „a muta în altă parte”) reprezintă acțiunea de a lua unor persoane, cel mai adesea în grup, drepturile civice și bunurile de care dispuneau, pentru a le alunga din teritoriul lor de origine, sau din țara lor, adesea pentru a le ține în captivitate, sau pentru a le supune unui regim carceral de muncă forțată într-o regiune îndepărtată, ca măsură politică, represivă.

## Câteva exemple de deportări
- Deportarea în Antichitate a popoarelor învinse, ai căror membri erau vânduți ca sclavi;
- Deportarea negrilor africani luați prizonieri de arabi sau de negustorii de sclavi europeni, către Asia sau către America;
- Deportarea, în S.U.A., a triburilor „Indiene” învinse, conform decretului „Indian Removal Act” al președintelui Andrew Jackson, din plaiurile lor mănoase spre rezervații situate în teritorii semi-deșertice, în anii 1829-1837 și până la sfârșitul secolului al XIX-lea;
- Deportarea și cvasi-exterminarea poporului Herero din Namibia de către trupele coloniale germane, în 1904;
- Deportarea și cvasi-exterminarea poporului armean din Imperiul Otoman în 1915-1916, din zonele unde locuiau (partea de nord-est a Turciei actuale) spre deșertul sirian (vezi Genocidul Armean);
- Deportarea, conform tratatului de la Lausanne din 1923, a peste un milion de creștini ortodocși din Anatolia spre Balcani și de aproape o jumătate de milion de musulmani din Balcani spre Turcia;
- Deportarea continuă spre Gulag de către NKVD, în „valuri de arestări”, a cetățenilor sovietici decretați „dăunători”, „paraziți” sau „dușmani ai poporului” de către comuniști, îndeosebi în perioadele de „teroare roșie” («Красный террор»);
- Deportarea și cvasi-exterminarea în al doilea război mondial, a mai multor categorii de cetățeni decretați „dăunători”, „paraziți” sau „dușmani ai rasei ariene” de către naziști, precum handicapații, homosexualii, evreii[1][2] și romii;
- Deportarea, tot de către naziști, a mai multor milioane de etnici germani din zonele lor milenare de reședință spre Reich-ul hitlerist în cadrul procesului de recolonizare forțată „Generalplan Ost", și a circa 8 milioane de lucrători civili din țările ocupate pentru a înlocui soldații germani plecați pe front, sub conducerea „gauleiter”-ului Fritz Sauckel;
- Deportarea în Transnistria a evreilor români;
- Deportarea colectivă spre Gulag de către NKVD, a mai multor popoare din URSS în al doilea război mondial, acuzate colectiv de „trădare”, precum germanii de la Volga și carelii de la frontiera finlandeză în 1941, tătarii din Crimea, ingușii sau cecenii în 1944, polonezii și românii din teritoriile anexate de Uniunea sovietică în 1945 și 1946 (vezi și Deportările din Basarabia și Nordul Bucovinei);
- Deportarea spre Gulag de către NKVD, a germanilor din România;
- Deplasarea forțată spre Apus a circa 14 milioane de etnici germani din Europa de Răsărit și din teritoriile pierdute de Germania în 1945, cu circa o jumătate de milion de morți în decursul deplasării;
- Deportarea în 1949 a mai multor zeci de milioane de musulmani spre Pakistan și de hinduiști spre India, când Imperiul britanic al Indiilor a fost împărțit între aceste două state;
- Deportările în Bărăgan și la munca silnică la „canal” a cetățenilor români acuzați de regimul comunist că-i erau potrivnici;
- Deportarea continuă în deșerturile Gobi sau Taklamakan și în „Laogai” (Gulagul regimului Maoist) a cetățenilor chinezi acuzați de regimul comunist că-i erau potrivnici, mai ales în perioadele «revoluției culturale» și a «marelui salt înainte»;
- Deportarea totalității orășenilor cambogieni și cvasi-exterminarea intelectualilor de către regimul Khmer roșu în anii 1975-79.

## Deportare și exil
Deportarea nu trebuie confundată cu exilul forțat (surghiunul, după cuvântul turcesc surgün, alungare). Astfel, în istoria antică, poetul Ovidiu (43 î.d.Hr.-17 d.Hr.) a fost, în anul 8 î.e.n., exilat forțat, dar nu deportat la Tomis, instalându-se pe țărmul Pontului Euxin cu averea, servitorii și sclavii săi cu tot, și păstrându-și statutul de cetățean roman, cu posibilitatea de a participa la viața politică a noii sale cetăți. Mai aproape de noi, scriitorului Paul Goma și familiei sale li s-a impus domiciliu forțat la Lătești (Bărăgan) în 1960, apoi li s-a retras cetățenia română și au fost alungați din R.S.R. în 1977 de către regimul Ceaușescu, dar spre o țară democratică și îmbelșugată, anume spre Franța. În ambele cazuri respectivii și-au putut continua nestingherit activitatea literară iar nivelul lor de viață s-a menținut sau chiar ameliorat.

## Cultura populară
În literatură, deportarea apare ca o temă imperativă în romanul din 1935, Strange Passage de Theodore D. Irwin. Filmele care prezintă sau tratează cazuri fictive de deportare sunt multe și variate. Printre ele se numără Insula Ellis (1936), Exile Express (1939), Five Came Back (1939), Deported (1950) și Gambling House (1951). Mai recent, Shottas (2002) a tratat problema deportării SUA în Caraibe după 1997.